# Na skalách (Středolabská tabule)
Na skalách (neoficiálně Velkoveský vrch) je 265 m vysoký vrch v okrese Praha-východ Středočeského kraje. Leží asi 1,5 km západně od obce Veliká Ves na jejím katastrálním území.

## Geomorfologické zařazení
Geomorfologicky vrch náleží do celku Středolabská tabule, podcelku Českobrodská tabule, okrsku Kojetická pahorkatina, podokrsku Kozomínská pahorkatina a části Velkoveské vrchy.

## Galerie

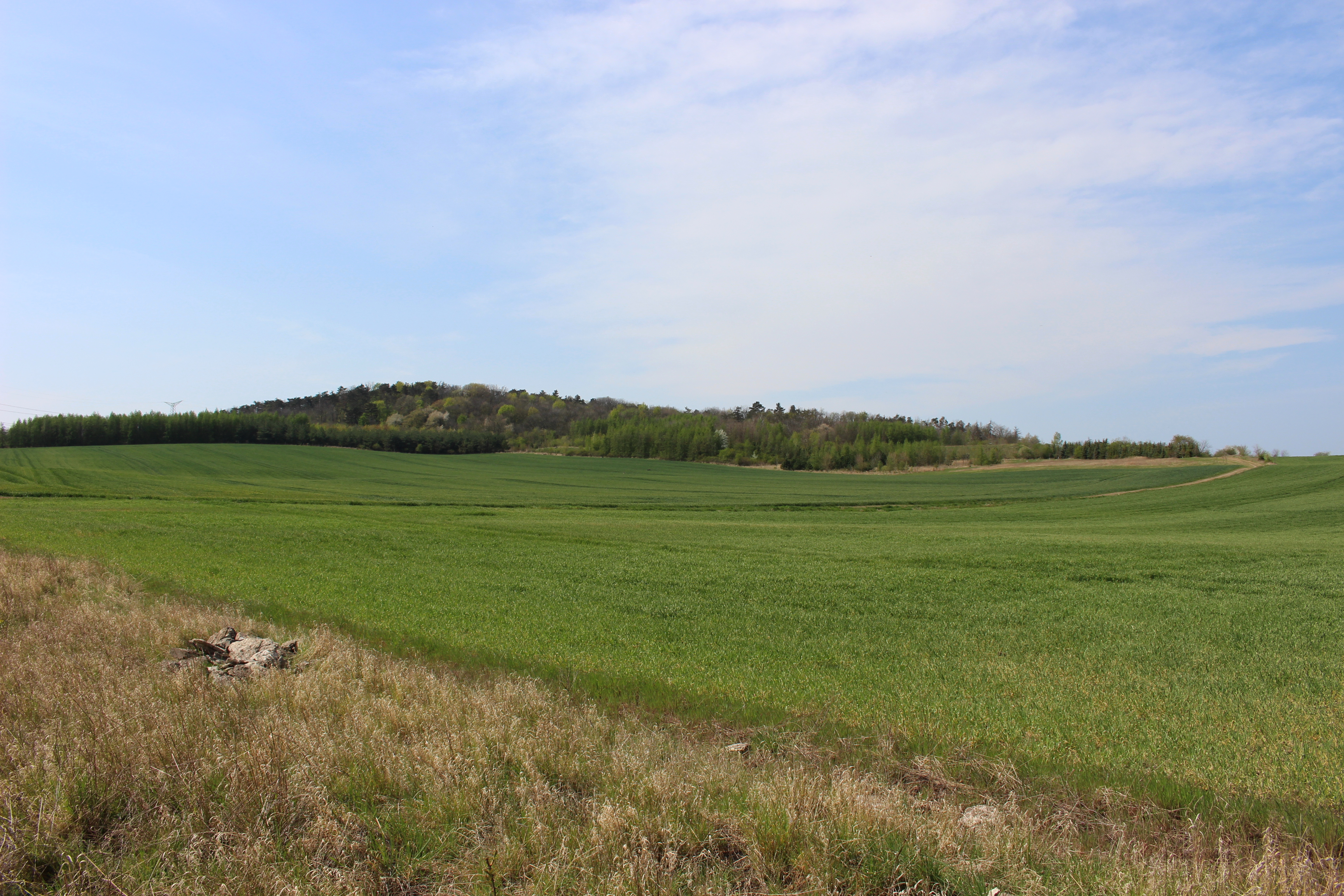
Pohled od silnice z Veliké Vsi
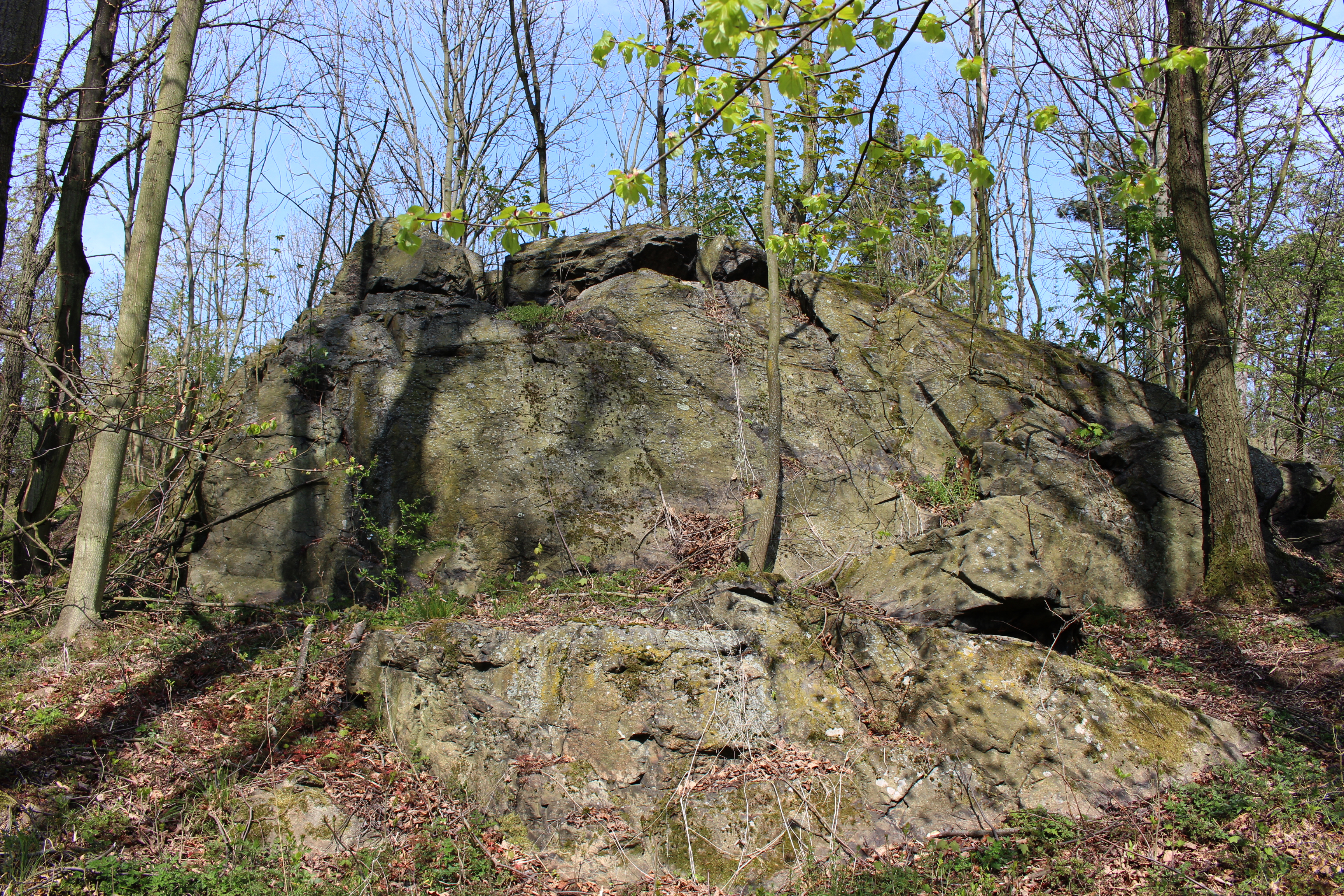
Skalka
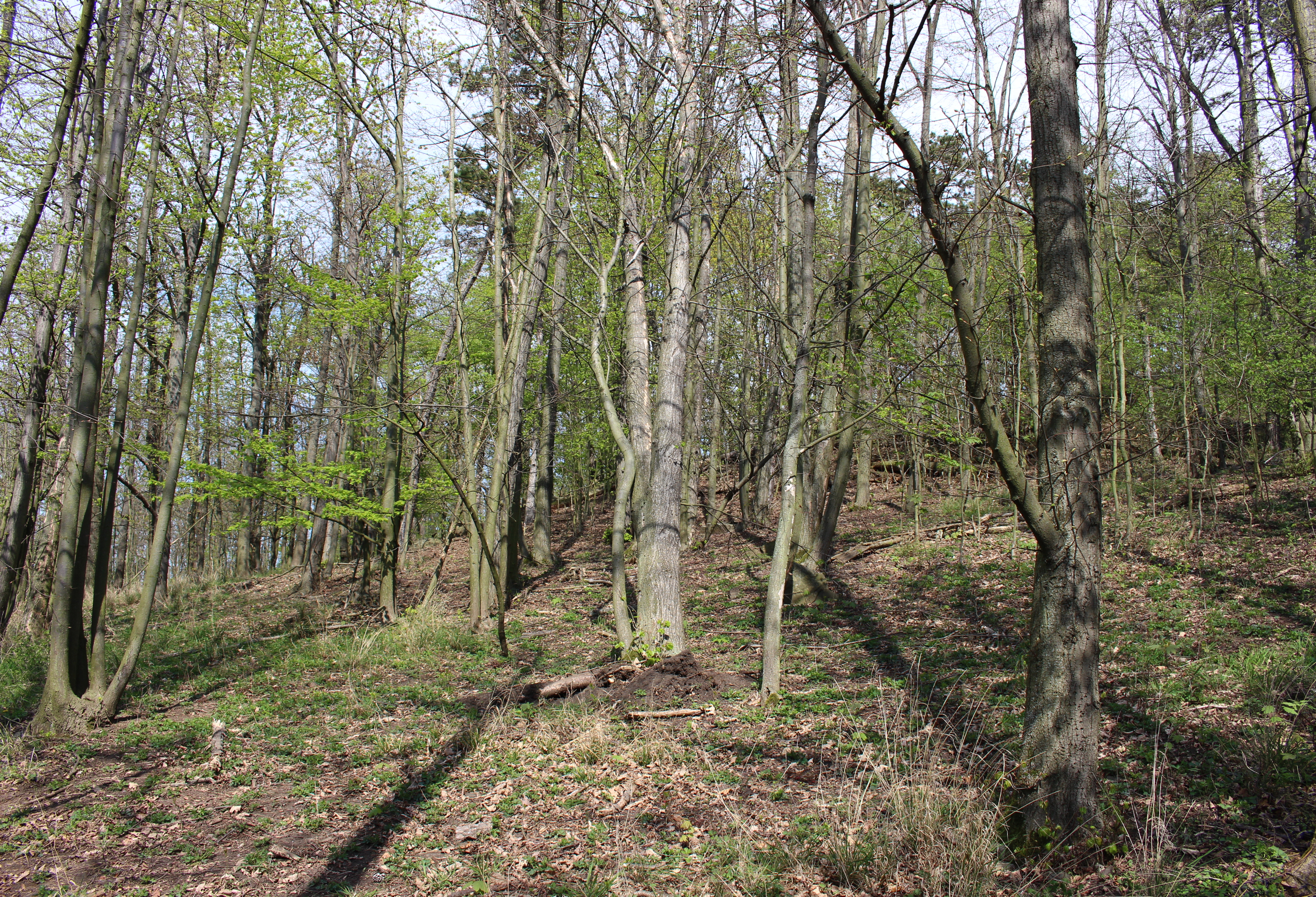
Pod vrcholem